# Klub Ludzi Ciekawych Wszystkiego
Klub Ludzi Ciekawych Wszystkiego – autorska audycja radiowa Hanny Marii Gizy, poruszająca różne tematy, często historyczne (w cyklu Historyczne spory). Program powstał w roku 1995 i przez pierwsze lata nadawany był w Programie III Polskiego Radia. Od 2004 roku audycja jest nadawana na antenie Programu II.
Częstym gościem był profesor Janusz Tazbir. Audycja została zdjęta z anteny Programu II Polskiego Radia we wrześniu 2019
Od lipca 2021 roku ukazuje się w formie podkastu pod tytułem "Klub Ciekawych Wszystkiego"